# Verbandsgemeinde Westerburg
Die Verbandsgemeinde Westerburg ist eine Gebietskörperschaft im Westerwaldkreis in Rheinland-Pfalz. Der Verbandsgemeinde gehören die Stadt Westerburg und 23 weitere Ortsgemeinden an, der Verwaltungssitz ist in der namensgebenden Stadt Westerburg.
Im Zuge des Standortmarketings bezeichnet sich die Verbandsgemeinde auch als Westerburger Land.

## Verbandsangehörige Gemeinden
| Ortsgemeinde, Stadt         | Fläche (km²) | Einwohner |
| --------------------------- | ------------ | --------- |
| Ailertchen                  | 5,58         | 642       |
| Bellingen                   | 4,29         | 629       |
| Berzhahn                    | 3,27         | 496       |
| Brandscheid                 | 3,03         | 480       |
| Enspel                      | 1,46         | 297       |
| Gemünden                    | 5,19         | 1.020     |
| Girkenroth                  | 5,19         | 608       |
| Guckheim                    | 3,77         | 976       |
| Halbs                       | 2,12         | 357       |
| Härtlingen                  | 3,19         | 381       |
| Hergenroth                  | 1,89         | 444       |
| Höhn                        | 13,68        | 3.111     |
| Kaden                       | 2,25         | 564       |
| Kölbingen                   | 4,07         | 1.009     |
| Langenhahn                  | 5,75         | 1.350     |
| Pottum                      | 4,36         | 1.009     |
| Rotenhain                   | 4,10         | 488       |
| Rothenbach                  | 6,74         | 921       |
| Stahlhofen am Wiesensee     | 2,42         | 364       |
| Stockum-Püschen             | 3,54         | 648       |
| Weltersburg                 | 2,66         | 326       |
| Westerburg, Stadt           | 18,48        | 5.868     |
| Willmenrod                  | 3,63         | 659       |
| Winnen                      | 3,26         | 517       |
| Verbandsgemeinde Westerburg | 111,50       | 23.164    |

(Einwohner am 31. Dezember 2023)

## Bevölkerungsentwicklung
Die Entwicklung der Einwohnerzahl bezogen auf das heutige Gebiet der Verbandsgemeinde Westerburg; die Werte von 1871 bis 1987 beruhen auf Volkszählungen:
| Jahr | Einwohner |
| 1815 | 8.457     |
| 1835 | 10.379    |
| 1871 | 10.156    |
| 1905 | 10.547    |
| 1939 | 13.892    |
| 1950 | 14.541    |

| Jahr | Einwohner |
| 1961 | 15.622    |
| 1970 | 19.631    |
| 1987 | 20.138    |
| 1997 | 23.441    |
| 2005 | 23.338    |
| 2023 | 23.164    |

## Politik

### Verbandsgemeinderat
Der Verbandsgemeinderat Westerburg besteht aus 36 ehrenamtlichen Ratsmitgliedern, die bei der Kommunalwahl am 9. Juni 2024 in einer personalisierten Verhältniswahl gewählt wurden, und dem hauptamtlichen Bürgermeister als Vorsitzendem.
Die Sitzverteilung im Verbandsgemeinderat:
| Wahl | SPD | CDU | Grüne | AfD | FDP | FWG | WuB | Gesamt   |
| ---- | --- | --- | ----- | --- | --- | --- | --- | -------- |
| 2024 | 6   | 14  | 2     | 6   | 2   | 2   | 4   | 36 Sitze |
| 2019 | 8   | 15  | 2     | –   | 2   | 3   | 6   | 36 Sitze |
| 2014 | 10  | 17  | –     | –   | –   | 3   | 6   | 36 Sitze |
| 2009 | 10  | 17  | –     | –   | –   | 2   | 7   | 36 Sitze |
| 2004 | 8   | 19  | 0     | –   | –   | 2   | 7   | 36 Sitze |

- FWG = Freie Wähler-Gruppe Verbandsgemeinde Westerburg e. V.
- WuB = Wir unabhängigen Bürger Westerburger Land e. V.

### Bürgermeister
Markus Hof (CDU) wurde am 1. Oktober 2019 Bürgermeister der Verbandsgemeinde Westerburg. Bei der Direktwahl am 26. Mai 2019 wurde er mit einem Stimmenanteil von 64,4 % für acht Jahre in dieses Amt gewählt. Hof ist Nachfolger von Gerhard Loos (CDU).

### Wappen
Blasonierung: „Geviert durch ein goldenes Balkenkreuz, in 1 in Rot fünf goldene Kreuzchen (2:1:2), in 2 in Blau ein rotbewehrter und -gezungter, goldener Löwe, in 3 in Blau ein linksgewandter, goldbewehrter, -befußter und gezungter, silberner Adler und in 4 in Silber ein durchgehendes, rotes Balkenkreuz.“